# ドリナ級コルベット
ドリナ級コルベット（英語: Dorina-class corvette）は、ナイジェリア海軍 (Nigerian Navy) のコルベットの艦級。イギリスのヴォスパー・ソーニクロフト社のMk.3コルベットの設計を採用している。なお各艦の艦名は、ナイジェリアの主要言語で「カバ」を意味することから、「河馬型」（Hippopotamus-class）とも称された。

## 来歴
イギリスのヴォスパー社 (Vosper & Company) は、旧イギリス植民地を含む開発途上国への艦船輸出事業に乗り出しており、1960年8月には政府から後援を受けるための交渉に着手していた。フリゲート・コルベットとして最初に市場に投入されたヴォスパーMk.1コルベットは、ガーナ海軍 (Ghana Navy) のクロマンツェ級およびリビア海軍「トブルク」として計3隻が建造され、1964年から1966年にかけて順次に就役した。1966年には、ヴォスパー社はソーニクロフト社と合併し、より高速のフリゲートに軸足を移したものの、従来の設計に基づく艦のセールスも継続していた。
一方、ナイジェリア海軍は、自治領時代の1956年、人員200名体制で発足し、1960年には555名体制に拡充された。運用する艦艇は、1965年に旗艦として就役したオランダ製のフリゲート「ナイジェリア」を除けば、独立前後にイギリス海軍から引き渡された艦艇が主体となっていたが、老朽化に伴って更新が必要になっていた。このことから、1968年3月28日、ヴォスパー・ソーニクロフトに対してコルベット2隻を発注した。これにより建造されたのが本級である。

## 設計
本級はヴォスパー・ソーニクロフトMk.3コルベットの設計を採用している。これはソーニクロフト社と合併する前のヴォスパー社 (Vosper & Company) が開発したもので、先行して建造されたヴォスパーMk.1コルベットよりも大きく高速になっている。Mk.1と同様、全艦に空調が施されている。
主機はV型16気筒のMAN V8V24/30Bディーゼルエンジンが搭載された。燃料搭載量は68トン、電源は出力600キロワットとされた。
IPN-10戦術情報処理装置を搭載し、レーダーとしては、対空・対水上捜索用にプレッシーAWS-1、目標捕捉・火器管制にM-22、航法用にラカル-デッカTM-626を搭載したとされている。
艦砲としては手動式の40口径102mm連装砲、また対空兵器として56口径40mm単装機銃および20mm単装機銃を2基備えた。なお、プレッシー社MS-22ソナーを搭載したものの、対潜兵器は備えておらず、ソナーも後に撤去された。

## 同型艦
| #   | 艦名              | 起工          | 進水          | 竣工       | 退役                                                                                       |
| --- | ----------------- | ------------- | ------------- | ---------- | ------------------------------------------------------------------------------------------ |
| F81 | ドリナ NNS Dorina | 1970年1月26日 | 1970年9月16日 | 1972年6月  | 1987年4月16日、係留中の事故によって沈没、 浮揚後はダメージコントロール用訓練施設として使用 |
| F82 | オトボ NNS Otobo  | 1970年9月28日 | 1971年5月25日 | 1972年11月 | 1987年除籍                                                                                 |